# William Passmore
William Thomas Passmore (Saint Louis, Missouri, 6 de setembre de 1882 - Saint Louis, 9 de maig de 1955) va ser un jugador de lacrosse estatunidenc que va competir a principis del segle xx. El 1904 va prendre part en els Jocs Olímpics de Saint Louis, on guanyà la medalla de plata en la competició per equips de Lacrosse, com a membre de l'equip St. Louis Amateur Athletic Association. Era germà del també jugador de lacrosse George Passmore.